# ダンスミュージックの日
ダンスミュージックの日（ダンスミュージックのひ）は、9月9日に制定された記念日。DJや選曲家たちの地位や価値向上とその啓蒙、ダンスミュージックの普及および、技術の向上や活動の広がりを目指すことを目的としている。